# Саякбаев, Макиш
Макиш Саякбаев (1936 год — 10 января 1999 года) — старший чабан совхоза «Улахол» Тонского района Иссык-Кульской области, Киргизская ССР. Герой Социалистического Труда (1971).

## Биография
Бригада чабанов под руководством Макиша Саямбекова досрочно выполнила коллективное социалистическое обязательство и плановые задания Восьмой пятилетки (1966—1970) по овцеводству. Указом Президиума Верховного Совета СССР от 8 апреля 1971 года удостоен звания Героя Социалистического Труда «за выдающиеся успехи, достигнутые в развитии сельскохозяйственного производства и выполнении пятилетнего плана продажи государству продуктов земледелия и животноводства» с вручением ордена Ленина и золотой медали Серп и Молот.